# V508 Возничего
V508 Возничего (лат. V508 Aurigae) — одиночная переменная звезда в созвездии Возничего на расстоянии приблизительно 16960 световых лет (около 5200 парсеков) от Солнца. Видимая звёздная величина звезды — от менее +15,2m до +12,1m.

## Характеристики
V508 Возничего — красная пульсирующая переменная S-звезда, мирида (M) спектрального класса S. Эффективная температура — около 3352 K.